# Dailkyo IndyCar Grand Prix 1992
Dailkyo IndyCar Grand Prix 1992 var ett race som var säsongspremiär i PPG IndyCar World Series 1992. Racet kördes den 22 mars på Surfers Paradise gator. Emerson Fittipaldi inledde säsongen med en seger. Marlboro Team Penskes dag fullbordades tack vare att Rick Mears slutade på andra plats. Bobby Rahal slutade trea i sitt första race som stallägare. 1991 års mästare Michael Andretti hade en mindre lyckad dag, och blev poänglös.

## Slutresultat
| Plats | Förare                | Team                     | Grid | Kvaltid  |
| ----- | --------------------- | ------------------------ | ---- | -------- |
| 1     | Emerson Fittipaldi    | Marlboro Team Penske     | 3    | 1.39,399 |
| 2     | Rick Mears            | Marlboro Team Penske     | 5    | 1.39,608 |
| 3     | Bobby Rahal           | Rahal-Hogan Racing       | 4    | 1.39,594 |
| 4     | Al Unser Jr.          | Galles-Kraco Racing      | 1    | 1.39,044 |
| 5     | Danny Sullivan        | Galles-Kraco Racing      | 10   | 1.40,804 |
| 6     | Mario Andretti        | Newman/Haas Racing       | 6    | 1.39,645 |
| 7     | John Andretti         | Hall/VDS Racing          | 11   | 1.40,114 |
| 8     | Eddie Cheever         | Chip Ganassi Racing      | 7    | 1.39,912 |
| 9     | Scott Goodyear        | Walker Racing            | 9    | 1.40,010 |
| 10    | Ted Prappas           | P.I.G. Racing            | 16   | 1.43,125 |
| 11    | Ross Bentley          | Dale Coyne Racing        | 21   | 1.47,009 |
| 12    | Fabrizio Barbazza     | Arciero Racing           | 15   | 1.42,767 |
| 13    | Tony Bettenhausen Jr. | Bettenhausen Motorsports | 14   | 1.42,446 |
| 14    | Jovy Marcelo          | Euromotorsport           | 19   | 1.44,286 |
| 15    | Jimmy Vasser          | Hayhoe-Cole Racing       | 17   | 1.43,542 |
| 16    | Buddy Lazier          | Leader Cards Racing      | 20   | 1.44,565 |
| 17    | Michael Andretti      | Newman/Haas Racing       | 2    | 1.39,024 |
| 18    | Scott Pruett          | Truesports Co.           | 8    | 1.39,944 |
| 19    | Nicola Marozzo        | Euromotorsport           | 22   | 1.47,009 |
| 20    | Scott Brayton         | Dick Simon Racing        | 12   | 1.41,394 |
| 21    | Gregor Foitek         | A.J. Foyt Enterprises    | 13   | 1.41,753 |
| 22    | Eric Bachelart        | Dale Coyne Racing        | 18   | 1.43,583 |
| 23    | A.J. Foyt             | A.J. Foyt Enterprises    | 23   | -        |